# 4e étape du Tour de France 2008
Pour un article plus général, voir Tour de France 2008.
La 4e étape du Tour de France 2008 s'est déroulée le 8 juillet. Le parcours de 29,5 kilomètres se tenait dans la ville de Cholet. Il s'agissait du premier contre-la-montre individuel de ce Tour.

## La course
Le premier spécialiste à établir un temps de référence est Danny Pate, vice-champion des États-Unis de la discipline, en 36 minutes et 54 secondes. Il est battu ensuite par l'Allemand Jens Voigt (36 min 19 s). Denis Menchov est le premier des grands favoris du Tour à s'élancer. Il est en retard sur Voigt aux deux points intermédiaires mais parvient à le détrôner à l'arrivée avec une seconde d'avance.
Double champion du monde du contre-la-montre, Fabian Cancellara est considéré comme le favori de cette étape. Il passe cependant aux deux points intermédiaires avec deux puis cinq secondes de retard sur son coéquipier Jens Voigt. Comme Menchov, il parvient à inverser l'écart durant la dernière partie du parcours et prend la première place avec une seconde d'avance sur le Russe.
Le temps réalisé ensuite par Stefan Schumacher (Gerolsteiner) restera invaincu. Premier coureur à passer sous les 14 minutes au premier point intermédiaire (km 11), il bat Cancellara de 33 secondes, en 35 minutes et 44 secondes. Cadel Evans s'intercale entre les deux coureurs, suivi de Kim Kirchen et David Millar qui réalisent le même temps, à 18 secondes de Schumacher, et prennent la deuxième place.
Le maillot jaune Romain Feillu cède sa tunique à Schumacher. Il est en effet 169e à 4 minutes et 59 secondes. Paolo Longo Borghini et William Frishkorn, deuxième et troisième au classement général et échappés avec Feillu la veille, concèdent également plus de 4 minutes au vainqueur du jour.
Parmi les favoris du Tour, Alejandro Valverde est 23e et perd plus d'une minute sur Evans et Menchov.
Les positions au classement de la montagne ne sont pas modifiées, aucun point n'étant attribué sur cette étape. Kim Kirchen renforce sa première place au classement par points. Son coéquipier Thomas Lövkvist, onzième de l'étape et huitième au classement général, est le nouveau meilleur jeune. Garmin-Chipotle reste la meilleure équipe, bien que Team Columbia a réalisé la meilleure performance sur le contre-la-montre avec trois coureurs parmi les onze premiers.

## Les contrôles antidopage et le déclassement du vainqueur
À l'issue de cette étape, les coureurs espagnol Moisés Dueñas et italien Riccardo Riccò font l'objet d'un contrôle antidopage positif à l'EPO. Ce résultat annoncé le 16 juillet 2008 pour Moisés Dueñas entraîne son exclusion par son équipe. Le coureur italien Riccardo Riccò, dont le résultat positif est annoncé le 17 juillet 2008, est également exclu par son équipe qui se retire le même jour de la compétition.
En octobre 2008, Stefan Schumacher, également vainqueur le 26 juillet de la 20e étape, est annoncé positif à l'Érythropoïétine - CERA puis déclassé. C'est donc Kim Kirchen qui est le vainqueur officiel de la 4e étape du Tour de France 2008.

## Classement de l'étape
| Classement de la 4e étape | Classement de la 4e étape | Classement de la 4e étape | Classement de la 4e étape | Classement de la 4e étape |
|                           | Coureur                   | Pays                      | Équipe                    | Temps                     |
| ------------------------- | ------------------------- | ------------------------- | ------------------------- | ------------------------- |
| 1er                       | Stefan Schumacher         | GER                       | Gerolsteiner              | en 35 min 44 s            |
| 2e                        | Kim Kirchen               | LUX                       | Team Columbia             | + 18 s                    |
| 3e                        | David Millar              | USA                       | Garmin-Chipotle           | + 18 s                    |
| 4e                        | Cadel Evans               | AUS                       | Silence-Lotto             | + 27 s                    |
| 5e                        | Fabian Cancellara         | SUI                       | Team CSC Saxo Bank        | + 33 s                    |
| 6e                        | Denis Menchov             | RUS                       | Rabobank                  | + 34 s                    |
| 7e                        | Jens Voigt                | GER                       | Team CSC Saxo Bank        | + 35 s                    |
| 8e                        | Christian Vande Velde     | USA                       | Garmin-Chipotle           | + 37 s                    |
| 9e                        | George Hincapie           | USA                       | Team Columbia             | + 41 s                    |
| 10e                       | Vincenzo Nibali           | ITA                       | Liquigas                  | + 47 s                    |
| modifier                  |                           |                           |                           |                           |

## Classement général
| Classement général | Classement général    | Classement général | Classement général | Classement général  |
|                    | Coureur               | Pays               | Équipe             | Temps               |
| ------------------ | --------------------- | ------------------ | ------------------ | ------------------- |
| 1er                | Stefan Schumacher     | GER                | Gerolsteiner       | en 14 h 04 min 41 s |
| 2e                 | Kim Kirchen           | LUX                | Team Columbia      | + 12 s              |
| 3e                 | David Millar          | GBR                | Garmin-Chipotle    | + 12 s              |
| 4e                 | Cadel Evans           | AUS                | Silence-Lotto      | + 21 s              |
| 5e                 | Fabian Cancellara     | SUI                | Team CSC Saxo Bank | + 33 s              |
| 6e                 | Christian Vande Velde | USA                | Garmin-Chipotle    | + 37 s              |
| 7e                 | George Hincapie       | USA                | Team Columbia      | + 41 s              |
| 8e                 | Thomas Lövkvist       | SWE                | Team Columbia      | + 47 s              |
| 9e                 | Vincenzo Nibali       | ITA                | Liquigas           | + 58 s              |
| 10e                | José Iván Gutiérrez   | ESP                | Caisse d'Épargne   | + 1 min 01 s        |
| modifier           |                       |                    |                    |                     |

## Classements annexes

### Classement par points
| Classement par points | Classement par points | Classement par points | Classement par points | Classement par points |
| --------------------- | --------------------- | --------------------- | --------------------- | --------------------- |
|                       | Coureur               | Pays                  | Équipe                | Point(s)              |
| 1er                   | Kim Kirchen           | LUX                   | Team Columbia         | 81 points             |
| 2e                    | Thor Hushovd          | NOR                   | Crédit agricole       | 64 pts                |
| 3e                    | Óscar Freire          | ESP                   | Rabobank              | 55 pts                |
| modifier              |                       |                       |                       |                       |

### Classement de la montagne
| Classement du meilleur grimpeur | Classement du meilleur grimpeur | Classement du meilleur grimpeur | Classement du meilleur grimpeur | Classement du meilleur grimpeur |
| ------------------------------- | ------------------------------- | ------------------------------- | ------------------------------- | ------------------------------- |
|                                 | Coureur                         | Pays                            | Équipe                          | Point(s)                        |
| 1er                             | Thomas Voeckler                 | FRA                             | Bouygues Telecom                | 19 points                       |
| 2e                              | Sylvain Chavanel                | FRA                             | Cofidis                         | 11 pts                          |
| 3e                              | Björn Schröder                  | GER                             | Team Milram                     | 9 pts                           |
| modifier                        |                                 |                                 |                                 |                                 |

### Classement du meilleur jeune
| Classement général du meilleur jeune | Classement général du meilleur jeune | Classement général du meilleur jeune | Classement général du meilleur jeune | Classement général du meilleur jeune |
|                                      | Coureur                              | Pays                                 | Équipe                               | Temps                                |
| ------------------------------------ | ------------------------------------ | ------------------------------------ | ------------------------------------ | ------------------------------------ |
| 1er                                  | Thomas Lövkvist                      | SWE                                  | Team Columbia                        | en 14 h 05 min 28 s                  |
| 2e                                   | Vincenzo Nibali                      | ITA                                  | Liquigas                             | + 11 s                               |
| 3e                                   | Maxime Monfort                       | BEL                                  | Cofidis                              | + 37 s                               |
| modifier                             |                                      |                                      |                                      |                                      |

### Classement par équipes
| Classement par équipes | Classement par équipes | Classement par équipes | Classement par équipes |
|                        | Équipe                 | Pays                   | Temps                  |
| ---------------------- | ---------------------- | ---------------------- | ---------------------- |
| 1re                    | Garmin-Chipotle        | États-Unis             | en 42 h 13 min 59 s    |
| 2e                     | Team Columbia          | États-Unis             | + 1 min 44 s           |
| 3e                     | Team CSC Saxo Bank     | Danemark               | + 2 min 35 s           |
| modifier               |                        |                        |                        |

### Combativité
Non-décerné